# ODIN '59
El ODIN '59 es un club de fútbol neerlandés de Heemskerk en la provincia de Holanda Septentrional. Los colores del club son amarillo-azul. ODIN es la abreviatura de Ons Doel Is Nuttig (en español: nuestro objetivo es útil). Actualmente compite en la Vierde Divisie, quinto nivel del fútbol neerlandés.

## Historia
ODIN '59 hizo su debut al más alto nivel amateur en la temporada 2009/10. El ascenso a la Premier League se consiguió en la última jornada de la temporada 2008/2009 mediante el campeonato de Primera División. El club no logró ascender a la Topklasse que se introdujo en la temporada 2010/11, lo que significa que el club ha estado activo en el segundo nivel amateur más alto desde entonces. En la temporada 2015/16, ODIN '59 se proclamó campeón en la Zaterdag Hoofdklasse A, lo que resultó en el ascenso a Derde Divisie (anteriormente Topklasse). En 2022, el club descendió a la nueva Vierde Divisie a través de los play-offs.
El 31 de octubre de 2018, ODIN '59 ganó un partido de la Copa KNVB y eliminó al FC Emmen de la Eredivisie de la competición de copa.

## Palmarés
- Hoofdklasse

Campeón en 2016
- Eerste klasse

Campeón en 2009
- Tweede klasse

Campeón en 2001
- Derde klasse

Campeón en 1999
- Vierde klasse

Campeón en 1982
- Eerste klasse HVB

Campeón en 1970, 1975
- Tweede klasse HVB

Campeón en 1966
- Derde klasse HVB

Campeón en 1965
- Vierde klasse HVB

Campeón en 1962
- Copa Distrital Oeste I

Ganador en 2011

### Copa KNVB
1ª Ronda de clasificación
Exento en 2016
Exento en 2017
2018 VV Alverna - ODIN'59 0-2
2019 ODIN'59 - VV Gemert 3-1
2020 SV AWC 1-1 (3-4 NV)
2ª Ronda de Clasificación
2016 VV UNA - ODÍN'59 3-2
2017 ODIN'59 - COSUDE Putten 1-3
2018 ODIN'59 - VV Dongen 1-0
2019 ODIN'59 - BVV Barendrecht 3-3 (4-3 NV)
2020 VV VA 1-1 (ODIN'59 WN 34! ! S)
Primera ronda
2011 ODIN'59 - VVSB 1-1 (1-2 NV)
2018 ODIN'59 - FC Lisse 1-0
AFC 2019 - ODIN'59 3-3 (ODIN'59 WNS)
2020 ODIN'59 - FC Volendam Partido cancelado debido a la crisis de Corona
Segunda ronda
2018 FC Emmen - ODIN'59 1-3
2019 Vitesse - ODÍN'59 4-0
Octavos de final
2018 ODIN'59 - sc Heerenveen 1-3

## Temporadas
2007/08 Sábado Eerste Klasse
2008/09 Sábado Eerste Klasse
2009/10 Sábado Hoofdklasse B
2010/11 Sábado Hoofdklasse A
2011/12 Sábado Hoofdklasse A
2012/13 Sábado Hoofdklasse A
2013/14 Sábado Hoofdklasse A
2014/15 Sábado Hoofdklasse A
2015/16 Sábado Hoofdklasse A
2016/17 Sábado Derde Divisie
2017/18 Sábado Derde Divisie
2018/19 Sábado Derde Divisie
2019/20 Sábado Derde Divisie
2020/21 Sábado Derde Divisie
2021/22 Sábado Derde Divisie